# 김덕수
김덕수(1952년 9월 23일 ~ )는 대한민국의 국악인이다. 
남사당패 출신이며, 장구 연주가이고, 사물놀이를 정리했다. 2014년부터 현재 한국예술종합학교 전통예술원 연희과 교수이자 공연전시지원센터 예술감독을 맡고 있다.